# Trinité-et-Tobago aux Jeux olympiques d'hiver de 2002
Les Jeux de Salt Lake City constituent la troisième participation de Trinité-et-Tobago à des Jeux olympiques d'hiver. Sa délégation comprenant deux athlètes (deux hommes) ne couvre que les épreuves de bobsleigh. La nation terminera 37e de la catégorie du bob à deux pour son unique participation à une épreuve, elle ne remporte donc aucune médaille.

## Athlètes engagés

### Bobsleigh
Les deux athlètes engagés (deux hommes) participent au bob à deux et forment l'unique équipage trinidadien.
| Bob   | Noms                        | Discipline | Course 1 | Course 1 | Course 2 | Course 2 | Course 3 | Course 3 | Course 4 | Course 4 | Total         | Total |
| Bob   | Noms                        | Discipline | Temps    | Rang     | Temps    | Rang     | Temps    | Rang     | Temps    | Rang     | Temps         | Rang  |
| ----- | --------------------------- | ---------- | -------- | -------- | -------- | -------- | -------- | -------- | -------- | -------- | ------------- | ----- |
| TRI-1 | Gregory Sun Andrew McNeilly | Two-man    | 49 s 74  | 35       | 50 s 07  | 37       | 50 s 68  | 37       | 49 s 69  | 34       | 3 min 20 s 18 | 37    |